# 杨元禧
杨元禧（?—?），唐朝官员，出自弘农杨氏，楊素弟杨岳之孙，杨弘武之子，杨元亨之弟、楊元禕之兄。
杨元禧担任尚食奉御，颇有医术，被武则天所信任。楊元禧得罪张易之，张易之密奏楊元禧是杨素兄弟之后，楊素父子在隋朝是逆臣，子孙不合供奉。武则天下诏杨素及兄弟子孙不得任京官及侍卫。杨元禧贬为资州长史。张易之被诛，杨元禧复任京官，后来官至台州刺史。